# Ambassade du Canada au Danemark
L'ambassade du Canada au Danemark est la représentation diplomatique du Canada auprès du royaume du Danemark. Elle est située à Copenhague, la capitale du pays. Son ambassadrice est Carolyn Bennett depuis 2024.

## Histoire
Le Canada et le Danemark établissent des relations diplomatiques en décembre 1945. Le premier Ministre du Canada auprès de la Norvège et du Danemark est John Doherty Kearney, nommé en février 1946. La légation canadienne s'installe à Copenhague le 1er septembre 1947 et est élevée au rang d'ambassade le 16 janvier 1956.

## Ambassadeurs
- 1999 - 2001 : Mary Simon[5]
- 2002 - 2004 : Alfonso Gagliano[6]
- Depuis 2024 : Carolyn Bennett